# Gura Bohotin
Gura Bohotin – wieś w Rumunii, w okręgu Jassy, w gminie Gorban. W 2011 roku liczyła 454 mieszkańców.